# Giovanni I d'Alençon (Bellême)
Giovanni I di Ponthieu, in francese: Jean Ier d'Alençon (Bellême) (... – 24 febbraio 1191), fu signore d'Alençon e di La Roche-Mabile e Barone di Saosnes dal 1171 alla sua morte.

## Origine
Secondo l'abate e storico normanno, priore dell'abbazia di Bec e sedicesimo abate di Mont-Saint-Michel, Roberto di Torigni, Giovanni era figlio del conte di Ponthieu, signore d'Alençon e di Sées signore di Montgommery, visconte di Hiesmois e Signore di Bellême, Guglielmo III Talvas e della moglie, Elena di Borgogna (come conferma il monaco e cronista inglese, Orderico Vitale), che era la figlia primogenita del duca di Borgogna Oddone I (1058-1102) e della moglie, Matilde di Borgogna, nota anche come Sibilla di Borgogna (circa 1064 – dopo il 1087), figlia, sempre secondo Orderico Vitale del conte di Borgogna Guglielmo I (1020-1087) e della terza contessa di Vienne, Stefania (1035 – 1088).
Sempre secondo Orderico Vitale, Guglielmo III Talvas era il figlio primogenito del conte di Shrewsbury, signore di Montgommery e visconte di Hiesmois, Signore di Bellême e signore d'Alençon e conte di Ponthieu, Roberto II di Bellême, e della moglie, Agnese di Ponthieu, figlia del conte di Ponthieu Guido I e della sua seconda moglie Ada, di cui non si conoscono gli ascendenti.

## Biografia
Suo padre, Guglielmo, per dedicarsi ai suoi interessi in Normandia, affidò la contea del Ponthieu al figlio primogenito, Guido nel 1126 circa; nel caput XXXV del suo Historiae Normannorum scriptores antiqui, il monaco cristiano e scrittore, normanno, Guglielmo di Jumièges, conferma che Guglielmo Talvas cedette la contea di Ponthieu al figlio, Guido, quando era ancora in vita.
Nel 1166 una disputa oppose suo padre, Guglielmo al nuovo re d'Inghilterra conte d'Angiò e duca di Normandia, Enrico II, e quest'ultimo gli riprese Alençon; infatti la Chronique de Robert de Torigni, abbé du Mont-Saint-Michel ricorda che Guglielmo, assieme a Giovanni ed al nipote, anche lui di nome Giovanni, cedettero Alençon e La Roche-Mabile (castrum Alenceium et Rocam Mabiriæ) al re Enrico (regi Enrico).
Suo padre, Guglielmo, aveva fondato numerose istituzioni religiose, tra cui l'Abbazia di Perseigne, dove fu inumato dopo la morte, sopraggiunta il 29 giugno 1171; secondo il Ex Uticensis monasterii necrologio, Guglielmo Talvas (Willelmus comes Talevat) morì il 30 giugno 1171.
Alla sua morte, nella signoria di Alençon, Giovanni gli succedette, come Giovanni I d'Alençon, mentre la contea di Ponthieu era già stata ereditata dal nipote Giovanni I di Ponthieu, come ci viene confermato dalla Chronique de Robert de Torigni, abbé du Mont-Saint-Michel.
Giovanni, con tre diversi documenti confermò tutte le donazioni che suo padre aveva fatto all'Abbazia di Perseigne.
Secondo il documento n° XLV del Cartulaire de l'abbaye de Notre-Dame de la Trappe, Giovanni, in un anno imprecisato, definendosi figlio del conte di Ponthieu, Guglielmo, assieme alla moglie, Beatrice ed al figlio, Giovanni, concede ai frati dell'abbazie il passaggio sulle proprie terre ed un quantitativo di vino annuo.
Sempre il Cartulaire de l'abbaye cistercense de Perseigne, ci informa che Giovanni morì il 24 febbraio 1191, lasciando i suoi domini ai tre figli maschi, Giovanni, Roberto e Guglielmo.

## Matrimonio e discendenza
Giovanni, come ci conferma Roberto di Torigni, aveva sposato Beatrice del Maine, figlia di Elia II, Conte del Maine, e di Filippina di Perche, figlia di Rotrou III, conte di Perche, come ci conferma l'arcivescovo, Guglielmo, della città di Tiro, nell'odierno Libano, nel suo Historia rerum in partibus transmarinis gestarum.
Giovanni da Beatrice ebbe sei figli:
- Giovanni (†1191), conte d'Alençon[9]
- Roberto[9] (†1217), conte d'Alençon[13]
- Guglielmo[9] (†1203)
- Alice († dopo il 1220), che aveva sposato Ugo II, Visconte di Châtellerault[14]
- Ela o Elena († dopo il 1233), signora d'Almenêches, che aveva sposato Roberto VI FitzErneis, come viene confermato dai documenti n° 1415 e 1416 del Layettes du Trésor des Chartes, Volume 1[15]
- Filippa († prima del 1223), che aveva sposato Guglielmo III di Roumare († 1198), conte di Lincoln; poi, in seconde nozze, Roberto Malet FitzErneis, signore di Graville (confermato dai documenti n° 1415 e 1416 del Layettes du Trésor des Chartes, Volume 1[15]), ed infine, in terze nozze Guglielmo di Préaux († 1223).